# The Mayor of Castro Street
The Mayor of Castro Street (O Prefeito da Rua Castro) é um livro escrito por Randy Shilts, contando a história de Harvey Milk. Foi publicado pela Stonewall Inn Editions.
Uma adaptação para o cinema desse trabalho, que não tem relação com o premiado filme Milk, de 2008, está em andamento. A adaptação é mais fiel ao livro, enquanto o filme de 2008 foi baseado em entrevistas com os aliados de Harvey Milk ainda vivos. 